# Paul Bellini
Pour les articles homonymes, voir Bellini.
Paul Bellini est un acteur et scénariste canadien né le 12 septembre 1963 à Timmins (Canada).

## Filmographie

### comme acteur
- 1996 : Hustler White : Roger's Secretary
- 1997 : Hayseed
- 2002 : Heatscore
- 2003 : DoUlike2watch.com (TV)

### comme scénariste
- 1988 : The Kids in the Hall
- 1992 : This Hour Has 22 Minutes
- 1997 : Hayseed